# Нуринск
Ну́ринск — село в муниципальном районе «Могойтуйский район» Агинского Бурятского округа в Забайкальском крае Российской Федерации. Административный центр сельского поселения «Нуринск».

## География
Село расположено на левом берегу реки Онон, в 80 км к юго-востоку от посёлка Могойтуй.

## Население
| 1989 | 2002 | 2010 | 2021 |
| ---- | ---- | ---- | ---- |
| 903  | ↘835 | ↘789 | ↘667 |

## История
Село Нуринск было основано в 1951 году, в связи с переносом сюда центральной усадьбы 13-го военного совхоза (с 1997 года — ГУСП СибВО «Нуринский») Забайкальского военного округа из посёлка при станции Ага.

## Экономика
- ГУСП «Нуринский» Сибирского военного округа (мясо-молочное животноводство, овощеводство — выращивание картофеля и овощей) число работников в 2005 году — 224 человека[7].

## Транспорт
Ближайшая железнодорожная станция — Оловянная, находится в 20 км южнее села.

## Социальная сфера
В селе есть средняя школа, детский сад, Дом культуры, библиотека, гостиница, фельдшерско-акушерский пункт,.